# Temple des Dioscures
Ne doit pas être confondu avec Temple de Castor et Pollux (Cirque Flaminius).

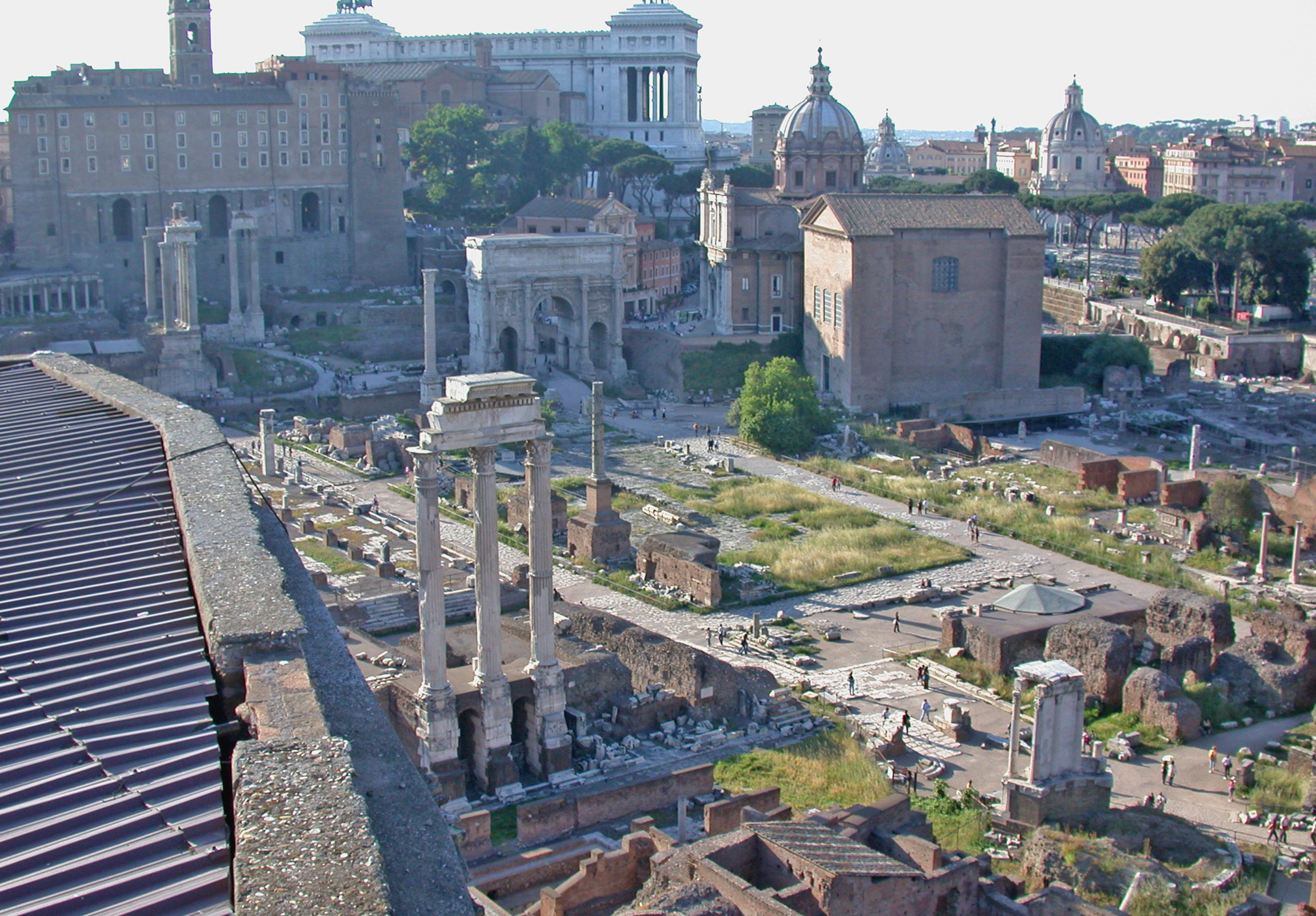
Vue aérienne du Forum depuis le Palatin, le temple est situé en bas à gauche.

Le temple des Dioscures, appelé aussi temple de Castor et Pollux (en latin seulement temple de Castor : Aedes Castoris), est un temple situé sur le Forum Romain, dédié au culte des Dioscures, les jumeaux Castor et Pollux (Dios Kouroi signifiant « fils de Zeus » en grec, Zeus étant Jupiter, en latin).

## Localisation
Le temple est encadré à l’ouest par le Vicus Tuscus qui le longe et le sépare de la basilique Julia, et à l’est par la Fontaine de Juturne et le temple de Vesta. Face au temple s'étend le Forum avec l'Arc d'Auguste en contrebas et juste au-delà le temple de César. Derrière se dresse la bibliothèque du temple d'Auguste, occupée aujourd'hui par l’église Santa Maria Antiqua.

## Fonction
Le temple est le symbole du succès militaire du peuple romain, il symbolise l'aide victorieuse des divinités et devint un des centres de la vie politique à la fin de la République. Tous les 15 juillet, les chevaliers romains commémoraient la victoire de Régille en défilant devant le temple des Dioscures lors de la transvectio equitum. 
Dominant le forum, le podium du temple était fréquemment utilisé sous la République par les orateurs comme tribune pour s’adresser au peuple. Caligula, pour s'exposer entre les dieux jumeaux, avait fait ouvrir au fond du temple un accès au palais impérial, déclarant qu'ainsi les Dioscures étaient ses portiers. L'empereur Claude, son successeur, fit fermer ce passage. Sous l’Empire, le temple servit encore plusieurs fois de lieu de réunion impériale,.
Le temple fut aussi un centre économique de Rome puisqu'il abrita le bureau des poids et mesures ainsi qu'une « table de mesures » (poids et longueurs) qui était placée dans son pronaos. Elle était particulièrement utilisée par les commerçants de la Summa Sacra Via longeant le temple côté est. Des banquiers occupaient des locaux aménagés tout autour du temple. 
Cet espace comprend aussi la fontaine de l'ancienne source de Juturne, où, selon la tradition, Castor et Pollux auraient fait boire leurs chevaux après la bataille du lac Régille.

## Histoire

### Origines
L'origine de ce temple coïncide avec la naissance de la République romaine. Tite-Live rapporte qu'au Ve siècle av. J.-C. un temple avait été bâti à la suite du vœu du dictateur Aulus Postumius Albus en remerciement à Castor pour son rôle dans la victoire du lac Régille contre les Latins en 499 ou 496 av. J.-C. Le temple est consacré aux Dioscures aux ides de juillet (15 juillet) 484 av. J.-C.. Tite-Live est néanmoins contredit par Denys d'Halicarnasse qui mentionne le vœu d’un temple dédié à Cérès, Liber et Libera dont l’emplacement précis est inconnu, et par Ovide qui place la consécration au sixième jour avant les calendes (27 janvier). 
Selon Plutarque, les deux héros seraient venus aider les troupes romaines sous la forme de cavaliers intrépides. Le temple originel aurait été construit à l'emplacement où Castor et Pollux auraient fait boire leurs chevaux à la fontaine de Juturne, de retour de la bataille, et annoncé au peuple romain la victoire de leurs troupes sur le dernier roi de la Rome antique.
L'introduction du culte de Castor et de Pollux s'est probablement faite par le biais des Grecs présents en Italie du Sud. Mais l'intérêt que les Romains ont développé pour les chevaux leur venait des Étrusques ; il explique l’adoption des Dioscures, très liés aux chevaux.

### Construction
Le temple a fait l’objet de nombreuses restaurations, dont une à la fin du IIe siècle av. J.-C. à l'instigation de Lucius Caecilius Metellus Delmaticus qui le décora de tableaux et de statues. Le temple est de nouveau restauré sous Auguste en 6 apr. J.-C., puis par Tibère et au nom de son frère Drusus. Cette dernière restauration correspond à l'ultime phase de l'édifice dont on peut voir encore les vestiges.

## Description
Le temple s'élève sur un soubassement recouvert de tuf et de travertin, de 50 × 30 mètres, avec sur chaque côté des escaliers étroits recouverts de marbre. Après la restauration augustéenne, le temple est octostyle et périptère, c'est-à-dire avec huit colonnes corinthiennes en façade et onze colonnes sur chaque côté. À l'intérieur de la cella, deux rangées de colonnes bordent chaque paroi. Les ruines actuelles laissent voir une partie du soubassement et trois colonnes de 12,5 mètres, portant un fragment de l'entablement. 
Le temple abritait les statues de Castor et Pollux considérés comme les gardiens de la liberté de Rome.

### Auteurs antiques
- Tite-Live (trad. du latin par Annette Flobert), Histoire romaine : livres I à V, Paris, Flammarion, 1995, 643 p. (ISBN 2-08-070840-6)

### Ouvrages généraux
- (en) Samuel Ball Platner et Thomas Ashby, A topographical dictionary of Ancient Rome, Londres, Oxford University Press, 1929, 608 p.
- (en) Filippo Coarelli, Rome and environs : an archaeological guide, University of California Press, 2007, 555 p. (ISBN 978-0-520-07961-8, lire en ligne)
- Sabine Lefebvre, Monumenta : du centre du pouvoir aux confins de l'Empire, Éditions universitaires de Dijon (EUD), coll. « Histoires », 2014 (ISBN 978-2-36441-104-3)
- (en) Lawrence Richardson, A New Topographical Dictionary of Ancient Rome, Baltimore, (Md.), Johns Hopkins University Press, 1992, 488 p. (ISBN 0-8018-4300-6)
- Pietro Romanelli, Le Forum romain, Rome, Istituto Poligrafico dello Stato, 1967, 112 p.

### Ouvrages sur le temple
- (en) Carlos F. Noreña, « Castor, Aedes », Digital Augustan Rome,‎ 2008 (lire en ligne)
- (en) I. Nielsen, « Castor, aedes, templum », dans Eva Margareta Steinby (dir.), Lexicon Topographicum Urbis Romae : Volume Primo A - C, Edizioni Quasar, 1993, 480 p. (ISBN 88-7097-019-1), p. 242-245
- (en) I. Nielsen (dir.) et B. Poulsen (dir.), The Temple of Castor and Pollux : the pre-Augustan temple phases with related decorative elements, Rome, 1992